# Chamois (Vale de Aosta)
Chamois é uma comuna italiana da região do Vale de Aosta com 96 habitantes. Estende-se por uma área de 14 km², tendo uma densidade populacional de 7 hab/km².
Faz divisa com Antey-Saint-André, Ayas, La Magdeleine, Valtournenche.
É a única comuna italiana continental que não pode ser acessada de carro, somente a pé e com funicular.

## Demografia
| Variação demográfica do município entre 1861 e 2011                               |
|                                                                                   |
| Fonte: Istituto Nazionale di Statistica (ISTAT) - Elaboração gráfica da Wikipedia |

## Outras imagens

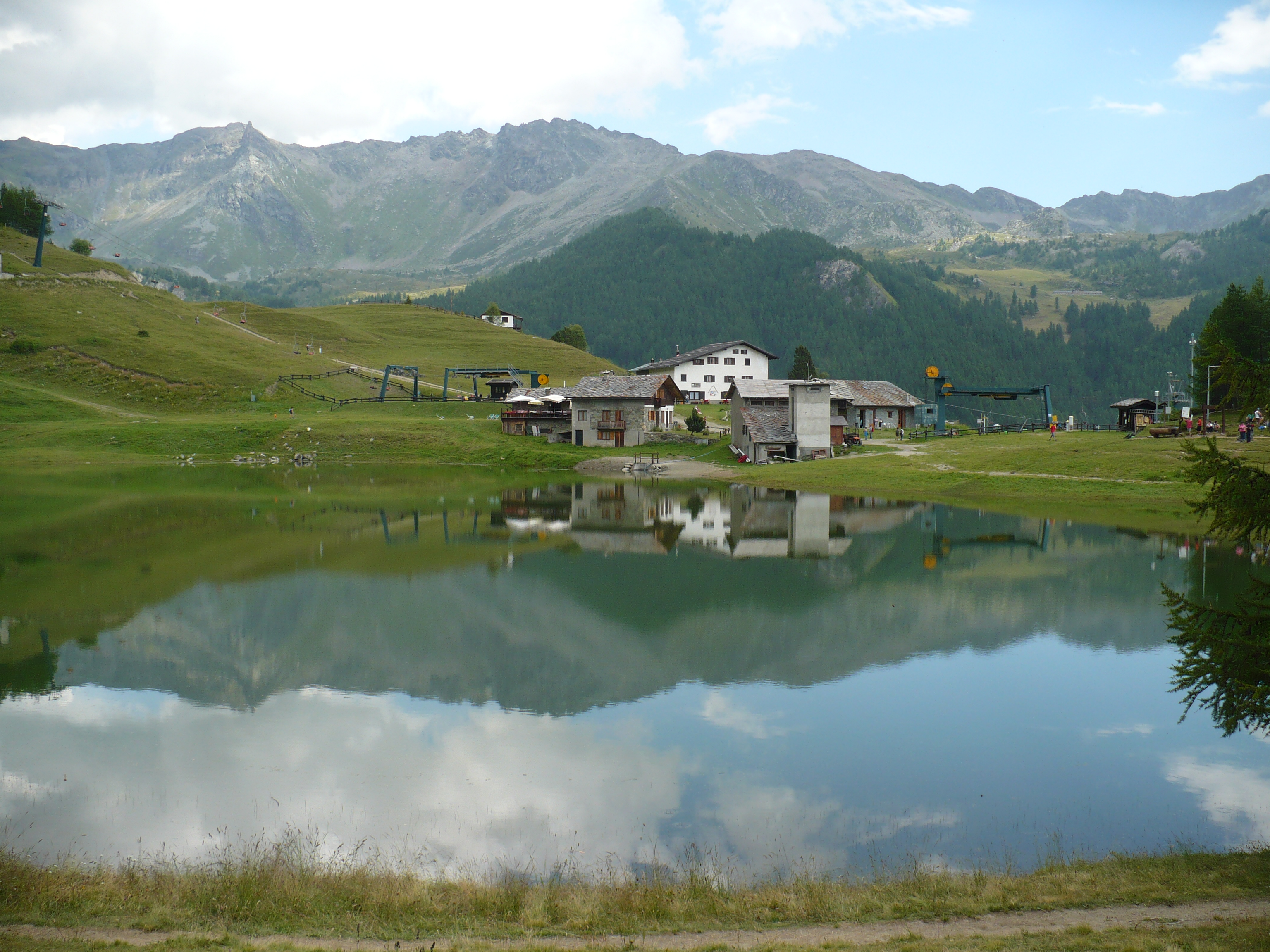
O lago de Lod.
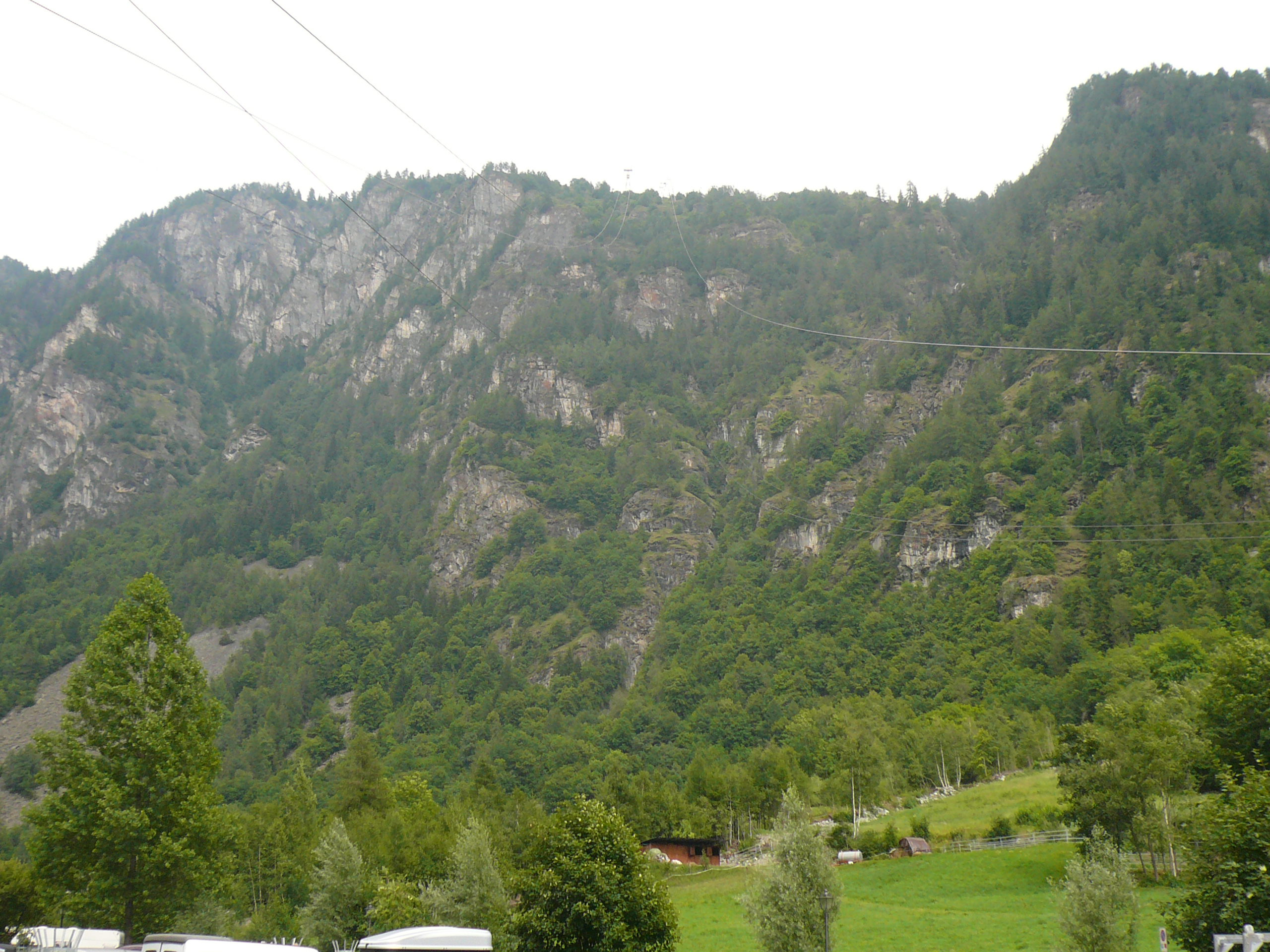
O planalto de Chamois visto de Buisson.
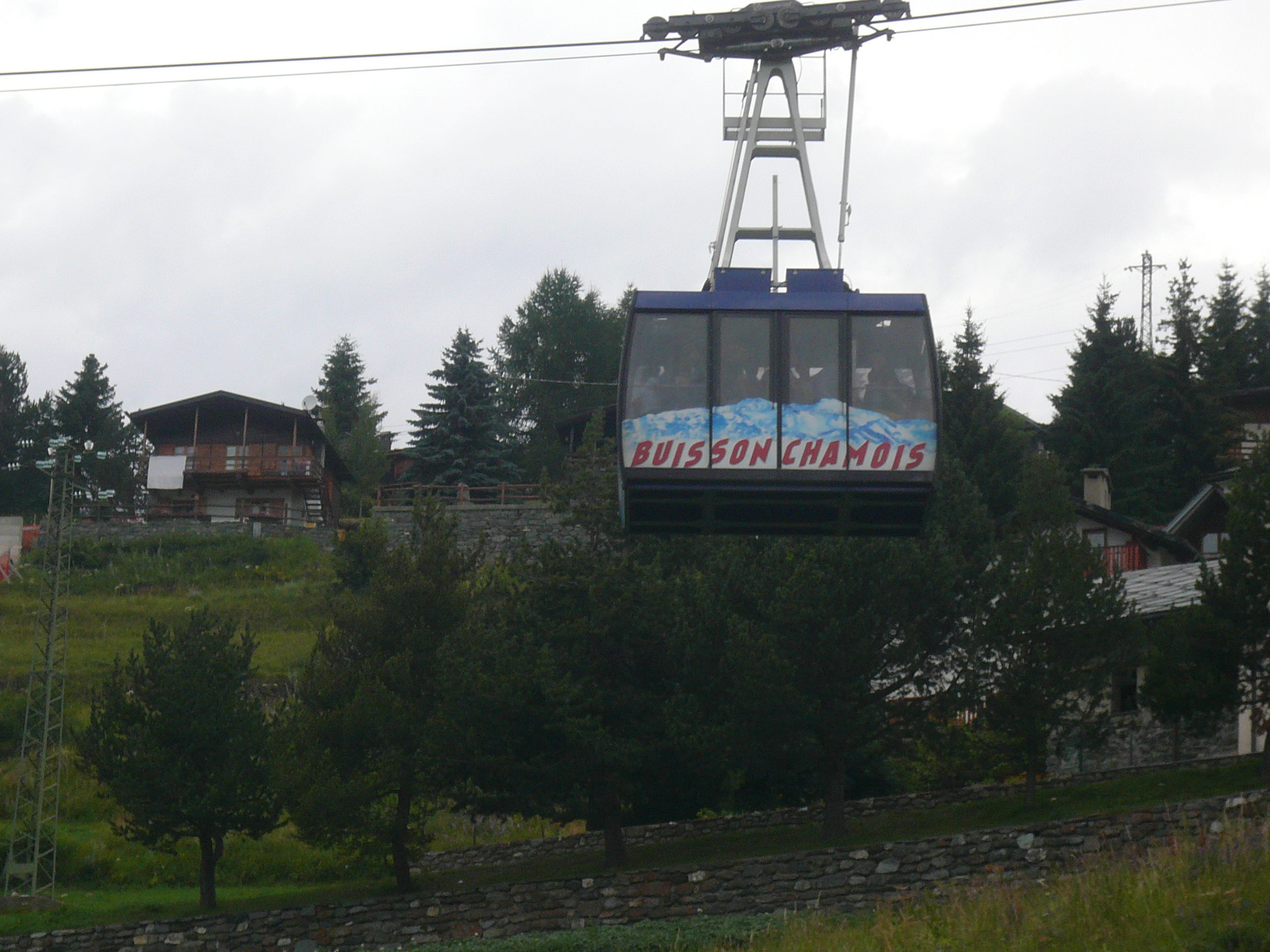
A funicular chegando em Chamois.
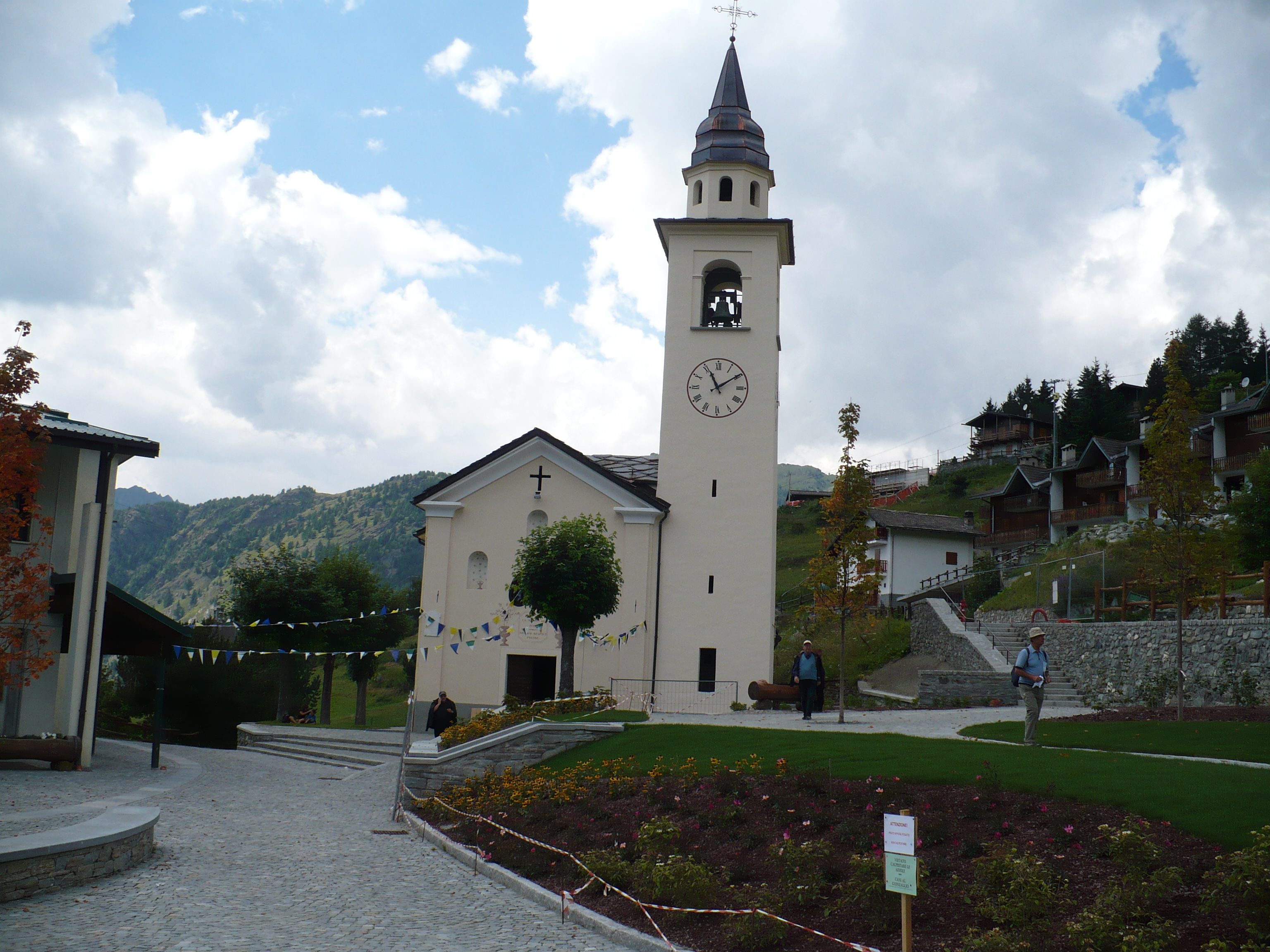
A igreja de Chamois.
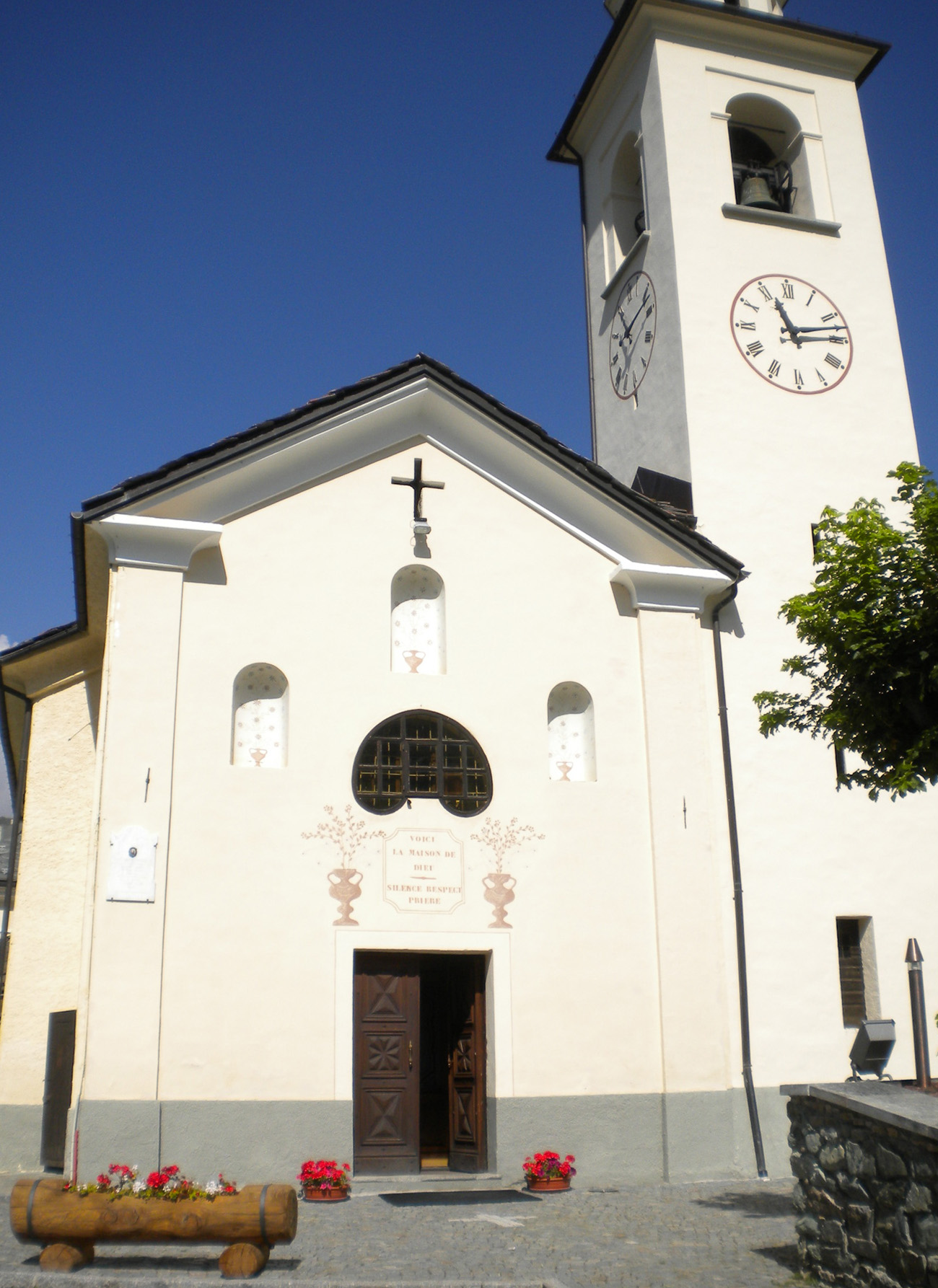
A igreja, vista de perto.
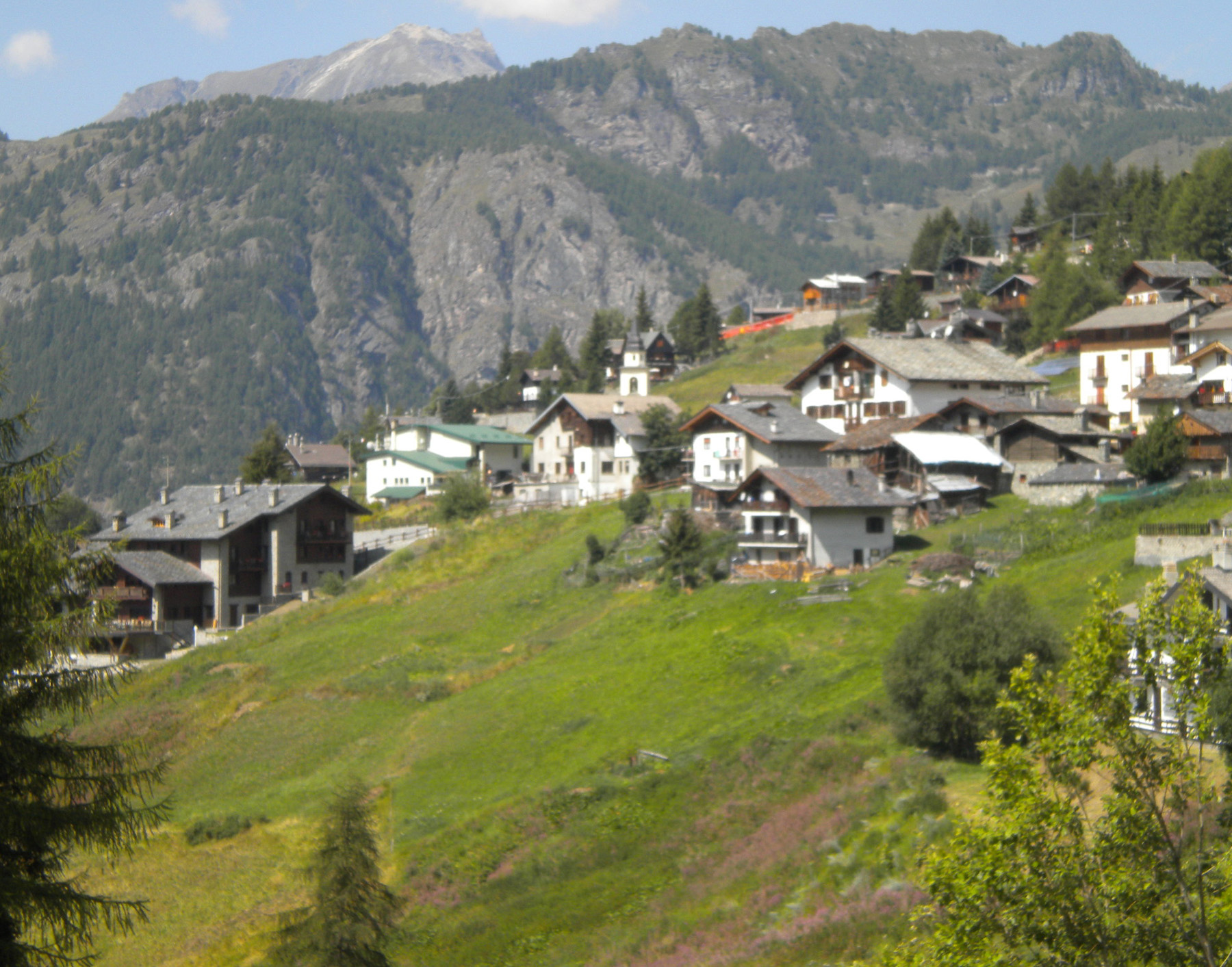
Panorama da comuna.